# Det Norske Selskab
Det Norske Selskab (Die norwegische Gesellschaft) war von 1772 bis 1812 eine Vereinigung junger norwegischer Literaten in Kopenhagen. Die Vereinsmitglieder nahmen für sich „gesunden Menschenverstand und sicheren Geschmack“ in Anspruch und verurteilten die „poetischen Experimente“ von Klopstock und dessen dänischem Schüler Johannes Ewald. „Das Ideal war die Klarheit, Einfachheit und Ausgewogenheit des französischen Klassizismus.“ Als inländische Vorbilder wurden Ludvig Holberg und Christian Braunmann Tullin angesehen. Johan Nordahl Bruns erste dänische Original-Tragödie Zarine gab den Anstoß zur Vereinsgründung.
Als Gründer der Norske Selskab wird gelegentlich Ove Gjerløw Meyer genannt. Prominente Mitglieder waren Johan Herman Wessel, Claus Fasting, Johan Vibe, die Brüder Peter Harboe und Claus Frimann, Jens Zetlitz, Jonas Rein, Niels Krog Bredal, Thomas Rosing de Stockfleth. Als einzige Frau in einem reinen Männerumfeld wurde die „Sappho des Nordens“ Magdalene Sophie Buchholm als Kollegin akzeptiert und als Mitglied aufgenommen.
In seiner Blütezeit zwischen 1772 und 1784 hatte der Verein etwa 250 Mitglieder. „The Norske Selskab, which lasted until 1812, not only was a forum for literary discussion and the presentation of new works but also was a nationalistic affirmation of Norway’s cultural, if not political, independence of Denmark.“

## Geschichte

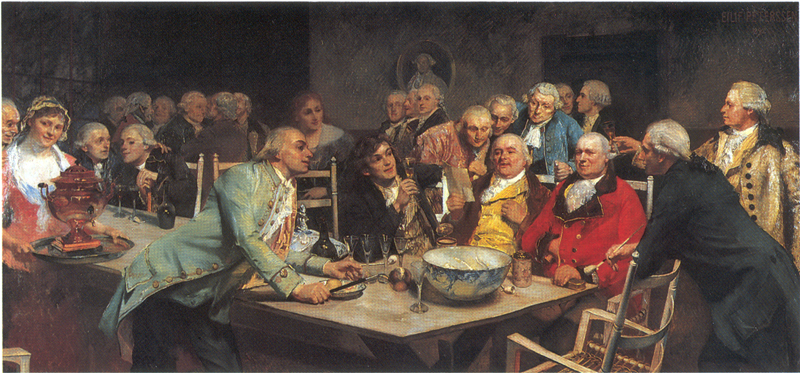
Eilif Peterssen: Ein Abend in der Norwegischen Gesellschaft (1892). Im grünen Mantel Claus Fasting; am Tisch mit erhobenem Glas Johan Herman Wessel. Zwischen ihnen im Hintergrund die Wirtin Madame Juel. In der roten Jacke Johan Nordahl Brun. Ganz links die Kellnerin Karen Bach, die Wessel in einem seiner Verse verewigt hat.

Bis 1814 war Norwegen ein Teil des dänischen Königreichs und hatte keine eigene Universität. Jedes Jahr zog ein großer Teil der norwegischen männlichen Jugend zum Studium nach Kopenhagen, wo sie die Gesellschaft ihrer Landsleute suchten. Die Norweger waren eine prominente und beliebte Gruppe im Universitätsviertel. Im Kopenhagen der 1770er Jahre soll es Mode gewesen sein, dänisch mit norwegischem Akzent zu sprechen. Ove Gjerløw Meyer, der angebliche Gründer der Norske Selskab, bezeichnete als deren Hauptziel, „ved bekjente venners hjelp forjage den fortredelige kjedsomhet“ (die schreckliche Langeweile mit Hilfe von vertrauten Freunden zu vertreiben). Das Bild studentischer Unbeschwertheit prägt bis heute die Erinnerung an diese erste norwegische literarische Vereinigung.
Am Beginn der Vereinsgeschichte stehen zwei Erfolge norwegischer Literatur in Kopenhagen. 1772 wurde Johan Nordahl Bruns Tragödie Zarine aufgeführt. Das in der Tradition Voltaires stehende Werk hob die patriotische Gesinnung der norwegischen Literaten. 1773 folgte Kierlighed uden Strømper (Der Bräutigam ohne Strümpfe) von Johan Herman Wessel, dessen erfolgreiche Aufführung am Königlich Dänischen Theater die Rolle der Norweger im literarischen Leben Kopenhagens noch ausbaute. Wessel bestätigt die ästhetischen Ideale seiner Mitstreiter, indem er sie parodiert: Seine „nach klassizistischer Norm aufgebaute Komödie erhält ihre Komik durch die Kontrastierung von hoher Form und lächerlichem Konflikt.“
Die Gründungsversammlung der Norske Selskab fand beim Weinhändler Juel in der Læderstræde statt. Erst 1774 bezog die Gesellschaft ihr eigenes Haus in der Sværtegade hinter dem Kongens Nytorv. Sie gab sich nun ordentliche Statuten (die 1785 gedruckt wurden) und veranstaltete literarische Wettbewerbe. Als Preis für die erfolgreiche Teilnahme wurde der ringen med den grønne sten (Ring mit grünen Stein) vergeben, der die Inschrift „Vos exemplaria Graeca“ (Studiere die griechischen Vorbilder) trug.
1775, 1783 und 1793 erschienen je ein Band Poetiske Samlinger (Poetische Sammlungen; Nachdruck 1922). Ein internes „Versprotokoll“, das nur in unvollständigen Abschriften überliefert ist, hielt die improvisierten Einfälle des Kreises fest und wurde 1935 veröffentlicht.
Zu Beginn des 19. Jahrhunderts, mit dem Aufschwung der Romantik, schwand der Einfluss der Norske Selskab auf die literarische Entwicklung und der Verein wurde 1813, noch vor der Emanzipation Norwegens von der dänischen Herrschaft, aufgelöst. Bis zu seinem Ende hatte er kräftig zum Wachstum des norwegischen Selbstbewusstseins beigetragen. Drei seiner ehemaligen Mitglieder wirkten 1814 an der Eidsvoll-Verfassung mit.